# Асцидии
Асцидиите (Ascidiacea) са клас в подтип Tunicata, обединяващ както самостоятелни, така и колониални форми. По-голяма част от представителите водят прикрепен начин на живот във възрастно състояние, но има и свободноплаваши видове. Асцидиите се характеризират с твърда външна туника изградена от полизахарида туницин, която в сравнение с тази при другите туникати е по-здрава.
Познати са 2300 вида асцидии в три основни форми: единични асцидии, социални асцидии, които формират общности, като се свързва в основата си и съставни асцидии, които се състоят от много малки индивиди (всеки индивид се нарича зооид), образуващи колонии до няколко метра в диаметър.

## Разпространение и местообитание
Асцидиите се срещат по целия свят, обикновено в плитка вода със соленост над 25‰. Докато членовете на Thaliacea и Larvacea плуват свободно като планктон, повечето асцидии остават здраво прикрепени към субстрат, като скали и черупки.

## Хранене
Асцидиите се хранят, като поемат вода през устния си сифон. Водата влиза в устната кухина и фаринкса, преминава през покрити със слуз хрилни цепки (наричани също фаринксна стигмата) във водна камера, наречена атриум, след това излиза през предсърднен сифон.

## Класификация
Клас Асцидии
- Разред Enterogona
  - Подразред Aplousobranchia
  - Подразред Phlebobranchia
- Разред Pleurogona
  - Подразред Stolidobranchia